# 전라남도의 유형문화재 (제1호 ~ 제100호)
전라남도 유형문화재는 지방유형문화재 중에서 전라남도에 있는 문화재를 의미한다.

## 지정목록

### 제1호 ~ 제100호
| 번호  | 사진 | 명칭                                                    | 소재지                                                | 관리자 (단체)          | 지정일                                                                       | 참조 |
| 1호   |      | 필암서원 (筆巖書院)                                     | 전남 장성군 황룡면 필암리 378                         | 필암서원               | 1972년 1월 29일 지정, 1975년 4월 23일 해제, 사적 제242호로 승격              |      |
| 2호   |      | 나주금성관 (羅州錦城館)                                 | 전남 나주시 과원동 109-5                              | 나주시                 | 1972년 1월 29일 지정                                                         |      |
| 3호   |      | 불회사대웅전 (佛會寺大雄殿)                             | 전남 나주시 다도면 마산리 999                         | 불회사                 | 1972년 1월 29일 지정, 2001년 4월 17일 해제, 보물 제1310호로 승격             |      |
| 4호   |      | 증심사삼층석탑 (證心寺三層石塔)                         | 광주 동구 증심사길 177 (운림동)                       | 증심사                 | 1972년 1월 29일 지정                                                         |      |
| 5호   |      | 광양성황리삼층석탑 (光陽城隍里三層石塔)                 | 전남 광양시 성황동 746                                | 광양시                 | 1972년 1월 29일 지정                                                         |      |
| 6호   |      | 보성우천리삼층석탑 (寶城우천里三層石塔)                 | 전남 보성군 조성면 우천리                             | 보성군                 | 1972년 1월 29일 지정, 1988년 4월 1일 해제, 보물 943호로 승격                 |      |
| 7호   |      | 화순운주사연화탑 (和順雲住寺蓮花塔)                     | 전남 화순군 도암면 대초리 22                          | 운주사                 | 1972년 1월 29일 지정, 1981년 11월 30일 해제, 보물 제798호로 승격             |      |
| 8호   |      | 화순운주사구층석탑 (和順雲住寺九層石塔)                 | 전남 화순군 도암면 대초리 22                          |                        | 1972년 1월 29일 지정, 1984년 11월 30일 해제, 보물 제796호로 승격             |      |
| 9호   |      | 화순운주사사각석실미륵석불 (和順雲住寺四角石室彌勒石佛) | 전남 화순군 도암면 대초리 22                          |                        | 1972년 1월 29일 지정, 1984년 11월 30일 해제, 보물 제797호로 승격             |      |
| 10호  |      | 진도상만리오층석탑 (珍島上萬里五層石塔)                 | 전남 진도군 임회면 상만리 675                         | 진도군                 | 1972년 1월 29일 지정                                                         |      |
| 11호  |      | 곡성가곡리오층석탑 (谷城柯谷里五層石塔)                 | 전남 곡성군 오산면 가곡리 2                           | 곡성군                 | 1972년 1월 29일 지정, 2001년 9월 21일 해제, 보물 제1322호로 승격             |      |
| 12호  |      | 구례사도리삼층석탑 (求禮沙圖里三層石塔)                 | 전남 구례군 마산면 사도리 산33-1                      | 이종기                 | 1972년 1월 29일 지정                                                         |      |
| 13호  |      | 장성원덕리미륵석불 (長城院德里彌勒石佛)                 | 전남 장성군 북이면 원덕리 36-1                        | 장성군                 | 1972년 1월 29일 지정                                                         |      |
| 14호  |      | 광주십신사지석불 (光州十信寺址石佛)                     | 전남 미분류 북구 용봉동 1004-4 광주광역시립민속박물관 | 광주광역시립민속박물관 | 1972년 1월 29일 지정, 1986년 11월 1일 해제, 광주 유형문화재 제2호로 재지정   |      |
| 15호  |      | 광주십신사지석비 (光州十信寺址石碑)                     | 전남 미분류 북구 용봉동 1004-4 광주광역시립민속박물관 |                        | 1972년 1월 29일 지정, 1986년 11월 1일 해제, 광주 유형문화재 제2호로 재지정   |      |
| 16호  |      | 약사암석조여래좌상 (藥師庵石造如來坐像)                 | 전남 미분류 동구 운림동 약사암                        |                        | 1972년 1월 29일 지정, 1975년 8월 4일 해제, 보물 제600호로 승격               |      |
| 17호  |      | 용장사석불좌상 (龍蔣寺石佛坐像)                         | 전남 진도군 군내면 용장리 산90                        | 용장사                 | 1972년 1월 29일 지정                                                         |      |
| 18호  |      | 자정국사사리함 (慈精國師舍利函)                         | 전남 순천시 송광면 신평리 12                          | 송광사                 | 1972년 1월 29일 지정                                                         |      |
| 19호  |      | 능견난사 (能見難思)                                     | 전남 순천시 송광면 신평리 12                          | 송광사                 | 1972년 1월 29일 지정                                                         |      |
| 20호  |      | 선암사금동향로 (仙岩寺金銅香爐)                         | 전남 순천시 승주읍 죽학리 802                         | 선암사                 | 1972년 1월 29일 지정                                                         |      |
| 21호  |      | 전도선국사직인통 (傳道詵國師職印筒)                     | 전남 순천시 승주읍 죽학리 802                         | 선암사                 | 1972년 1월 29일 지정                                                         |      |
| 22호  |      | 송광사금강저 (松廣寺金剛杵)                             | 전남 순천시 송광면 신평리 12                          | 송광사                 | 1972년 1월 29일 지정                                                         |      |
| 23호  |      | 화엄사금잔 (華嚴寺金盞)                                 | 전남 구례군 마산면 황전리 12 화엄사                   |                        | 1972년 1월 29일 지정, 1972년 1월 30일 해제, 해제사유 미상                    |      |
| 24호  |      | 태안사천순명동종 (泰安寺天順銘銅鐘)                     | 전남 곡성군 죽곡면 원달리 20 태안사                   | 태안사                 | 1972년 1월 29일 지정, 2002년 10월 15일 해제, 보물 제1349호로 승격            |      |
| 25호  |      | 당포앞바다승첩지도 (唐浦 앞바다 勝捷之圖)               | 전남 장흥군 관산읍 옥당리 646                         | 노규상                 | 1972년 1월 29일 지정                                                         |      |
| 26호  |      | 흥국사괘불 (興國寺掛佛)                                 | 전남 여수시 중흥동 17                                 | 흥국사                 | 1972년 1월 29일 지정, 2002년 1월 2일 해제, 보물 제1331호로 승격              |      |
| 27호  |      | 선암사괘불 (仙岩寺掛佛)                                 | 전남 순천시 승주읍 죽학리 802                         | 선암사                 | 1972년 1월 29일 지정, 2004년 11월 26일 해제, 보물 제1419호로 승격            |      |
| 28호  |      | 고봉국사주자원불 (高峰國師廚子願佛)                     | 전남 순천시 송광면 신평리 12                          | 송광사                 | 1972년 1월 19일 지정                                                         |      |
| 29호  |      | 천은사나옹화상원불 (泉隱寺懶翁和尙願佛)                 | 전남 구례군 광의면 방광리 70                          | 천은사                 | 1972년 1월 29일 지정, 2008년 3월 12일 해제, 보물 제1546호로 승격             |      |
| 30호  |      | 송광사팔사파문자 (松廣寺八思巴文字)                     | 전남 순천시 송광면 신평리 12                          | 송광사                 | 1972년 1월 29일 지정, 2003년 6월 26일 해제, 보물 제1376호로 승격             |      |
| 31호  |      | 화엄석경 (華嚴石經)                                     | 전남 구례군 마산면 황전리 12                          | 화엄사                 | 1972년 1월 29일 지정, 1990년 5월 21일 해제, 보물 제1040호로 승격             |      |
| 32호  |      | 백양사극락보전 (白羊寺極樂寶殿)                         | 전남 장성군 북하면 약수리 26                          | 백양사                 | 1972년 8월 7일 지정                                                          |      |
| 33호  |      | 여수석인 (麗水石人)                                     | 전남 여수시 동문로 11(군자동)                         | 여수시                 | 1972년 8월 7일 지정                                                          |      |
| 34호  |      | 나주쌍계정 (羅州雙溪亭)                                 | 전남 나주시 노안면 금안리 251                         | 나주시                 | 1973년 4월 21일 지정                                                         |      |
| 35호  |      | 대원사자진국사부도 (大原寺慈眞國師浮屠)                 | 전남 보성군 문덕면 죽산리 831                         | 대원사                 | 1973년 4월 21일 지정                                                         |      |
| 36호  |      | 보성대원사입구부도 (寶城大源寺入口浮屠)                 | 전남 보성군 문덕면 죽산리 831                         |                        | 1973년 4월 21일 지정, 1986년 2월 25일 해제, 해제사유 미상                    |      |
| 37호  |      | 구례윤문효공묘전석등및석비 (求禮尹文孝公墓前石燈및石碑) | 전남 구례군 산동면 이평리 산91-1                      | 남원윤씨종중           | 1974년 5월 22일 지정                                                         |      |
| 38호  |      | 도갑사도선수미비 (道岬寺道詵守眉碑)                     | 전남 영암군 군서면 도갑리 8                           | 도갑사                 | 1974년 5월 22일 지정, 2004년 1월 26일 해제, 보물 제1395호로 승격             |      |
| 39호  |      | 고하도이충무공기념비 (高下島李忠武公紀念碑)             | 전남 목포시 달동 산230-2번지                          | 목포시                 | 1974년 9월 24일 지정                                                         |      |
| 40호  |      | 옥홀 (玉笏)                                             | 전남 순천시 송광면 이읍리 1066                        | 최남섭                 | 1974년 9월 24일 지정                                                         |      |
| 41호  |      | 선암사대웅전 (仙岩寺大雄殿)                             | 전남 순천시 승주읍 죽학리 802                         | 선암사                 | 1974년 9월 24일 지정, 2001년 6월 8일, 보물 제1311호로 승격                   |      |
| 42호  |      | 도갑사대웅보전 (道岬寺大雄寶殿)                         | 전남 영암군 군서면 도갑리 8 도갑사                    | 도갑사                 | 1974년 9월 24일 지정, 1977년 10월 20일 해제, 화재로 소실                     |      |
| 43호  |      | 백양사대웅전 (白羊寺大雄殿)                             | 전남 장성군 북하면 약수리 26                          | 백양사                 | 1974년 9월 24일 지정                                                         |      |
| 44호  |      | 백양사사천왕문 (白羊寺四天王門)                         | 전남 장성군 북하면 약수리 26                          | 백양사                 | 1974년 9월 24일 지정                                                         |      |
| 45호  |      | 흥국사 원통전 (興國寺 圓通殿)                           | 전남 여수시 흥국사길 160(중흥동)                      | 흥국사                 | 1974년 9월 24일 지정                                                         |      |
| 46호  |      | 용화사약사여래좌상 (龍華寺藥師如來坐像)                 | 전남 장흥군 장동면 북고리 산43                        | 용화사                 | 1974년 9월 24일 지정                                                         |      |
| 47호  |      | 운천사마애여래좌상 (雲泉寺磨崖如來坐像)                 | 전남 미분류 서구 쌍촌동 99-7                          |                        | 1974년 9월 24일 지정, 1986년 11월 1일 해제, 광주 유형문화재 제4호로 재지정   |      |
| 48호  |      | 대흥사천불전 (大興寺千佛殿)                             | 전남 해남군 삼산면 구림리 799                         | 대흥사                 | 1974년 9월 24일 지정, 2013년 8월 5일 해제, 보물 제1807호로 승격              |      |
| 49호  |      | 화엄사보제루 (華嚴寺普濟樓)                             | 전남 구례군 마산면 황전리 12                          | 화엄사                 | 1974년 9월 24일 지정                                                         |      |
| 50호  |      | 천은사극락보전 (泉隱寺極樂寶殿)                         | 전남 구례군 광의면 방광리 70                          | 천은사                 | 1974년 9월 24일 지정, 2019년 5월 23일 해제, 보물 제2024호로 승격             |      |
| 51호  |      | 곡성충렬사 (谷城忠烈祠)                                 | 전남 곡성군 입면 삼오리 산60                          | 밀양박씨문중           | 1974년 9월 24일 지정                                                         |      |
| 52호  |      | 대흥사천불상 (大興寺千佛像)                             | 전남 해남군 삼산면 구림리 799                         | 대흥사                 | 1974년 9월 24일 지정                                                         |      |
| 53호  |      | 고흥존심당및아문 (高興存心堂및衙門)                     | 전남 고흥군 고흥읍 옥하리 200-2                       | 고흥군                 | 1974년 12월 26일 지정                                                        |      |
| 54호  |      | 담양몽한각 (潭陽夢漢閣)                                 | 전남 담양군 대덕면 매산리 32-1                        | 전주이씨문중           | 1974년 12월 26일 지정                                                        |      |
| 55호  |      | 장흥사인정 (長興舍人亭)                                 | 전남 장흥군 장흥읍 송암리 359                         | 김정식                 | 1974년 12월 26일 지정                                                        |      |
| 56호  |      | 백양사소요대사부도 (白羊寺逍遙大師浮屠)                 | 전남 장성군 북하면 약수리 26                          | 백양사                 | 1974년 12월 26일 지정, 2002년 9월 25일 해제, 보물 제1346호로 승격            |      |
| 57호  |      | 대흥사서산대사부도 (大興寺西山大師浮屠)                 | 전남 해남군 삼산면 구림리 799                         | 대흥사                 | 1974년 12월 26일 지정, 2002년 9월 25일 해제, 보물 제1347호로 승격            |      |
| 58호  |      | 광주재명석등 (光州在銘石燈)                             | 전남 미분류 동구 광산동 13                            |                        | 1974년 12월 26일 지정, 1986년 11월 1일 해지, 광주 유형문화재 제5로로 재지정  |      |
| 59호  |      | 송광사삼청교및우화각 (松廣寺三淸橋및羽化閣)             | 전남 순천시 송광면 신평리 12                          | 송광사                 | 1976년 9월 30일 지정                                                         |      |
| 60호  |      | 선암사팔상전 (仙岩寺八相殿)                             | 전남 순천시 승주읍 죽학리 802                         | 선암사                 | 1976년 9월 30일 지정                                                         |      |
| 61호  |      | 동화사대웅전 (桐華寺大雄殿)                             | 전남 순천시 별량면 대룡리 282                         | 동화사                 | 1976년 9월 30일 지정                                                         |      |
| 62호  |      | 불갑사대웅전 (佛甲寺大雄殿)                             | 전남 영광군 불갑면 모악리 8 불갑사                    |                        | 1976년 9월 30일 지정, 1985년 1월 8일 해제, 보물 제830호로 승격               |      |
| 63호  |      | 화순향교대성전 (和順鄕校大成殿)                         | 전남 화순군 화순읍 교리 293                           | 향교재단               | 1976년 9월 30일 지정                                                         |      |
| 64호  |      | 나주만봉리석조여래입상 (羅州萬峰里石造如來立像)         | 전남 나주시 봉황면 만봉리 361                         | 나주시                 | 1976년 9월 30일 지정                                                         |      |
| 65호  |      | 김완영정 (金完影幀)                                     | 전남 영암군                                           | 김철호                 | 1977년 10월 20일 지정, 2000년 12월 22일 해제, 보물 제1305호로 승격           |      |
| 66호  |      | 영암학계리석불입상 (靈岩鶴溪里石佛立像)                 | 전남 영암군 학산면 학계리 368                         | 영암군                 | 1977년 10월 20일 지정                                                        |      |
| 67호  |      | 기옹영정 (碁翁影幀)                                     | 전남 장성군 장성읍 안평리 668                         | 변우연                 | 1977년 10월 20일 지정                                                        |      |
| 68호  |      | 함평고막천석교 (咸平古幕川石橋)                         | 전남 함평군 학교면 고막리 629                         | 함평군                 | 1978년 9월 22일 지정, 2003년 3월 10일 해제, 보물 제1372호로 승격             |      |
| 69호  |      | 능가사범종 (楞伽寺梵鐘)                                 | 전남 고흥군 점암면 성기리 37-1                        | 능가사                 | 1978년 9월 22일 지정, 2008년 3월 12일 해제, 보물 제1557호로 승격             |      |
| 70호  |      | 고흥 능가사 사적비 (高興 楞伽寺 事蹟碑)                 | 전남 고흥군 점암면 성기리 37-1                        | 능가사                 | 1978년 9월 22일 지정                                                         |      |
| 71호  |      | 신안읍리삼층석탑 (新安邑里三層石塔)                     | 전남 신안군 팔금면 읍리 350-1                         | 신안군                 | 1978년 9월 22일 지정                                                         |      |
| 72호  |      | 장흥장천재 (長興長川齋)                                 | 전남 장흥군 관산읍 옥당리 산95                        | 장흥위씨문중           | 1978년 9월 22일 지정                                                         |      |
| 73호  |      | 고흥옥하리홍교 (高興玉下里虹橋)                         | 전남 고흥군 고흥읍 옥하리 269-1                       | 고흥군                 | 1978년 9월 22일 지정                                                         |      |
| 74호  |      | 지산재 (芝山齋)                                         | 전남 미분류 남구 양과동 715-1                         |                        | 1979년 8월 3일 지정, 1987년 12월 31일 해제, 광주 유형문화재 제10호로 재지정  |      |
| 75호  |      | 병천사 (秉天祠)                                         | 전남 미분류 서구 금호동 458                           |                        | 1979년 8월 3일 지정, 1987년 12월 31일 해제, 광주 유형문화재 제11호로 재지정  |      |
| 76호  |      | 순천팔마비 (順天八馬碑)                                 | 전남 순천시 영동 1                                    | 순천시                 | 1980년 6월 2일 지정                                                          |      |
| 77호  |      | 순천임청대 (順天臨淸臺)                                 | 전남 순천시 옥천동 165                                | 순천향교               | 1980년 6월 2일 지정                                                          |      |
| 78호  |      | 나주송제리오층석탑 (羅州松堤里五層石塔)                 | 전남 나주시 세지면 송제리 706-1                       | 나주시                 | 1980년 6월 2일 지정                                                          |      |
| 79호  |      | 미황사대웅전 (美黃寺大雄殿)                             | 전남 해남군 송지면 서정리 247                         | 미황사                 | 1980년 6월 2일 지정, 1988년 4월 1일 해제, 보물 제947호로 승격                |      |
| 80호  |      | 낙안금둔사지삼층석탑 (낙안금둔寺智三層石塔)             | 전남 순천시 낙안면 상송리                             | 승주군                 | 1980년 6월 2일 지정, 1988년 4월 1일 해제, 보물 제945호로 승격                |      |
| 81호  |      | 낙안금둔사지석불입상 (낙안금둔寺智石佛立像)             | 전남 순천시 낙안면 상송리                             | 승주군                 | 1980년 6월 2일 지정, 1988년 4월 1일 해제, 보물 제946호로 승격                |      |
| 82호  |      | 태안사능파각 (泰安寺凌波閣)                             | 전남 곡성군 죽곡면 원달리 18-1                        | 태안사                 | 1981년 10월 20일 지정                                                        |      |
| 83호  |      | 태안사일주문 (泰安寺一柱門)                             | 전남 곡성군 죽곡면 원달리 20                          | 태안사                 | 1981년 10월 20일 지정                                                        |      |
| 84호  |      | 함평용천사석등 (咸平龍泉寺石燈)                         | 전남 함평군 해보면 광암리 415                         | 용천사                 | 1981년 10월 20일 지정                                                        |      |
| 85호  |      | 보림사사천왕문 (寶林寺四天王門)                         | 전남 장흥군 유치면 봉덕리 45                          | 보림사                 | 1981년 10월 20일 지정, 1998년 6월 29일 해제, 해제사유 미상                   |      |
| 86호  |      | 은적사철조비로자나불좌상 (隱跡寺鐵造毘盧舍那佛坐像)     | 전남 해남군 마산면 장촌리 산44-3                      | 은적사                 | 1981년 10월 20일 지정                                                        |      |
| 87호  |      | 대원사극락전 (大原寺極樂殿)                             | 전남 보성군 문덕면 죽산리 831                         | 대원사                 | 1981년 10월 20일 지정                                                        |      |
| 88호  |      | 전남도청회의실 (全南道廳會議室)                         | 전남 미분류 동구 광산동                               |                        | 1981년 10월 20일 지정, 1986년 11월 1일 해제, 광주 유형문화재 제6호로 재지정  |      |
| 89호  |      | 원효사동부도 (元曉寺東浮屠)                             | 전남 미분류 북구 금곡동 209-13                        |                        | 1981년 10월 20일 지정, 1986년 11월 1일 해제, 광주 유형문화재 제7호로 재지정  |      |
| 90호  |      | 용흥사범종 (龍興寺梵鐘)                                 | 전남 담양군 월산면 용흥리 574                         | 용흥사                 | 1982년 10월 15일 지정, 2008년 3월 12일 해제, 보물 제1555호로 승격            |      |
| 91호  |      | 송광사보조국사비 (松廣寺普照國師碑)                     | 전남 순천시 송광면 신평리 12                          | 송광사                 | 1982년 10월 15일 지정                                                        |      |
| 92호  |      | 선암사중수비 (仙岩寺重修碑)                             | 전남 순천시 승주읍 죽학리 802                         | 선암사                 | 1982년 10월 15일 지정                                                        |      |
| 93호  |      | 대흥사용화당 (大興寺龍華堂)                             | 전남 해남군 삼산면 구림리 799                         | 대흥사                 | 1982년 10월 15일 지정                                                        |      |
| 94호  |      | 대흥사대광명전 (大興寺大光明殿)                         | 전남 해남군 삼산면 구림리 799                         | 대흥사                 | 1982년 10월 15일 지정                                                        |      |
| 95호  |      | 능가사대웅전 (楞伽寺大雄殿)                             | 전남 고흥군 점암면 성기리 369                         | 능가사                 | 1982년 10월 15일 지정, 2001년 2월 23일 해제, 보물 제1307호로 승격            |      |
| 96호  |      | 선암사일주문 (仙岩寺一柱門)                             | 전남 순천시 승주읍 죽학리 802                         | 선암사                 | 1982년 10월 15일 지정                                                        |      |
| 97호  |      | 송광사진영당 (松廣寺眞影堂)                             | 전남 순천시 송광면 신평리 12                          | 송광사                 | 1982년 10월 15일 지정                                                        |      |
| 98호  |      | 신용리오층석탑 (新龍里五層石塔)                         | 전남 미분류 광산구 신룡동 57-1                        | 기하석                 | 1982년 10월 15일 지정, 1986년 11월 1일 해제, 광주 유형문화재 제12호로 재지정 |      |
| 99호  |      | 심향사아미타여래좌상 (尋香寺阿彌陀如來坐像)             | 전남 나주시 대호동 825                                | 심향사                 | 1982년 10월 15일 지정, 2008년 3월 12일 해제, 보물 제1544호로 승격            |      |
| 100호 |      | 원효사출토유물 (元曉寺出土遺物)                         | 전남 미분류 북구 금곡동 209-13                        |                        | 1985년 2월 25일 지정, 1987년 12월 31일 해제, 광주 유형문화재 제8호로 재지정  |      |